# Magyar Újságírók Országos Szövetsége
A Magyar Újságírók Országos Szövetsége (MÚOSZ) egyesületi formában működő szakmai, érdekvédelmi és kulturális szövetség. Fő célja a sajtószabadság érvényesítése mellett a magyar újságírás erkölcsi tisztaságának és hagyományainak őrzése.

## Tagjai
A MÚOSZ tagja lehet az a személy, aki legalább két éve valamilyen elektronikus vagy írott sajtóterméknél publikál, szerkeszt, fotóriporter vagy újságíró, illetve vállalkozó újságíró. A tagfelvételt külön bizottság bírálja el. Közel 6000 tagjuk között számos médiasztár, híres újságíró van. A tagság harmada vidéken dolgozik.

## Története
A MÚOSZ-t 1896-ban alapították Budapesti Újságírók Egyesülete néven. Az újjáalakulást 1945. január 25-én jelentették be a Nemzeti Tanácsnak, elnöke Korcsmáros Nándor, főtitkára Borbély Zoltán lett.

## Szakosztályok
- Adó Szakosztály
- Agrár és Szövetkezeti Szakosztály
- Állatvédő Szakosztály
- Budapest Szakosztály
- Bűnügyi Tudósítók Szakosztálya
- Cigány Újságírók Szakosztálya
- Digitális Média Szakosztály
- Egészségügyi, Szociálpolitikai és Társadalombiztosítási Szakosztály
- Építészeti, Képző és Iparművészeti Szakosztály
- Erdészeti, Természetvédelmi és Vadászati Szakosztály
- Esélyegyenlőségi Szakosztály
- Filatélia Szakosztály
- Film és Tévékritikusi Szakosztály
- Fogyatékossággal Élők a Médiában Szakosztály
- Fotóriporterek Szakosztálya
- Gazdasági és Érdekvédelmi Szakosztály
- Helyi lapok Szakosztálya
- Hungarika Szakosztály
- Ingatlanpiaci Szakosztály
- Karikaturista Szakosztály
- Kiemelt Évfordulók Szakosztály
- Kommunikációs és PR Szakosztály
- Közlekedési Szakosztály
- Közművelődési és Oktatási Újságírók Szakosztálya
- Kulturális Szakosztály
- Külpolitikai Szakosztály
- Műgyűjtő Szakosztály
- Nonprofit és Fogyasztóvédelmi Szakosztály
- SajtÓbor Szakosztály
- Szellemi Szabadfoglalkozású és Szabadúszó Újságírók Szakosztálya
- Szociális Párbeszéd Szakosztálya
- Társadalompolitikai Szakosztály
- Televíziós Operatőrök és Kameramanok Szakosztálya
- Tervezőszerkesztők Szakosztálya
- Turisztikai és Gasztronómiai Szakosztály
- Zenei Szakosztály

## Bizottságok
- Aranytoll Bizottság
- Ellenőrző Bizottság
- Érdekvédelmi Bizottság
- Etikai Bizottság
- Etikai Együttműködési Testület
- Ingatlanhasznosítási Bizottság
- Oktatási Bizottság
- Sajtójogi Bizottság
- Szociális Bizottság
- Tagfelvételi Bizottság

## Oktatás
A MÚOSZ a Bálint György Újságíró Akadémia keretén belül biztosítja az újságíróképzést, oktatást.

## Magyar Sajtófotó Pályázat és Kiállítás
A Magyar Sajtófotó Pályázat és Kiállítás a MÚOSZ és a Magyar Fotóriporterek Társaságának közös országos pályázata.

## A MÚOSZ által alapított díjak

### Aranytoll életműdíj
Az Aranytoll adományozását a MÚOSZ Elnöksége és választmánya 1978-ban határozta el, a több évtizedes újságírói pályafutásuk alatt kiemelkedő és érdemes munkát végzett, elsősorban a nyugdíjas kollégák részére, életművük elismeréseként.
Az aranytollakat az erre a célra létrehozott bizottság (Aranytoll Bizottság) javaslata alapján az Elnökség ítéli oda évente. A díjak ünnepélyes átadására a Magyar Sajtó Napján, március 15-én kerül sor.

### Magyar Sajtódíj
2019-ben alapított szakmai díj a legmagasabb színvonalú újságírói teljesítményt nyújtó sajtómunkások és alkotóközösségek elismerésére. Évente három díj adható, amelyet a Magyar Sajtó Napján adnak át. 

### Vastoll
2018-ban hozta létre a szövetség elnöksége azoknak a 90. életévüket betöltött tagtársaknak, akik sok évtizedes újságírói munkásságukkal és a MÚOSZ iránt tanúsított hűségükkel ezt kiérdemlik.

### Tiszteletbeli tagság
2013 óta évente kétszer, márciusban a Magyar Sajtó Napja alkalmából és októberben, az 1956-os forradalomra és szabadságharcra emlékezve a MÚOSZ Tiszteletbeli Tagja címeket adományoznak kiemelkedő és példaadó szakmai és közéleti tevékenységet folytató személyeknek.

## Szakosztályok díjai

### Európánkért díj
A Kül- és Biztonságpolitikai Szakosztály hozta létre 2019-ben. Azok az újságírók, illetve szerkesztőségek, rovatok, kiadók, intézmények kaphatják, akik/amelyek kiemelkedően sokat tesznek az Európai Unió, kontinensünk népei, az európai eszme, értékek, folyamatok megismertetése érdekében.

### Magyar Filmkritikusok Díja
A Magyar Filmkritikusok Díját a MÚOSZ Film és Tévékritikusi Szakosztálya alapította a díjat 1962-ben. Az adott évben bemutatott magyar filmeket jutalmazzák – több kategóriában – a Szakosztály tagjainak szavazatai alapján. A díjakat minden évben január végén adják át a Magyar Sajtó Házában.

### Képzőművészeti díj
Az Építészeti, Képző- és Iparművészeti Szakosztály alapította 2010-ben.

### Kétfilléres díj
A Karikaturista Szakosztály 2011-ben alapított díja.

### Soó Rezső-díj
A Környezetvédelmi, Vízügyi és Idegenforgalmi Szakosztály 2012-ben alapított díja.

### Gera Mihály-díj
A Fotóriporterek Szakosztálya által 2015-ben alapított díj.

### Molnár István-díj
A díjat a Tervezőszerkesztők Szakosztálya alapította 2013-ban.

### Virág F. Éva-díj
A Kulturális Szakosztály alapította 1996-ban, kimagasló kulturális tevékenységért. Értéke szimbolikus, 1 Ft; ezzel azt fejezik ki, hogy a kollégák értékeljék egymás munkáját és kísérjék figyelemmel tevékenységüket. Évente egyszer, a Magyar Sajtó Napján adják át.

### Gazdasági sajtó díj
A Gazdasági Újságírók Szakosztály díja

### Ezüst Mókus díj
A Műgyűjtő Szakosztályának korábbi díja (inaktív szakosztály)

### Filatélia díj
A Filatélia Szakosztály korábbi díja (inaktív szakosztály)

## Alapítványok
- A Bálint György Alapítvány révén működik a MÚOSZ újságíró- és fotóriporter képző iskolája, a Bálint György Újságíró Akadémia.
- Dr. Szegő Tamás Díj Alapítvány
- A Hevesi Endre Díj alapítvány biztosítja az anyagi fedezetet a Hevesi Endre-díjjal járó, 2018-ban százezer forintos pénzjutalomhoz (lásd: MÚOSZ Hevesi Endre-díj, ill. Hevesi Endre-díj)[3]
- Juhász Frigyes Díj Alapítvány
- Magyar Lajos Díj Alapítvány
- MÚOSZ Tájékoztatási Alapítvány
- Szolidaritás Alapítvány

### Dr. Szegő Tamás-díj
Dr. Szegő Tamás a MÚOSZ tagja, egy ideig főtitkára volt. Alapító tagja és haláláig tanára volt a Bálint György Újságíró Iskolának. A díjat Dr. Szegő Tamásné 1996-ban a MÚOSZ támogatásával alapította azon újságírók részére, akik kiállnak az elesettekért, az érdekeik érvényesítésére képtelenekért. Az ösztöndíjat évente egyszer adják ki minden év október első péntekén, Dr. Szegő Tamás születésének évfordulóján.

### Hevesi Endre-díj
Hevesi Endréné, Kalmár Magda alapította néhai férje, Hevesi Endre tudományos-technikai újságíró emlékére 1987-ben. Évente három díjazottnak adják át, akik az előző évben a legtöbbet tették a tudomány és technika legújabb eredményeinek népszerűsítése terén.

### Juhász Frigyes-díj
A Zenei Szakosztály díja.